# 田内友み
田内 友み（たうち ともみ、11月24日 - ）は、日本の女性声優、舞台役者。静岡県出身。血液型はO型。以前はaniworks所属していた。。

## 出演

### テレビアニメ
2006年
- はぴねす!（高溝八輔〈少年時代〉）
- まもって!ロリポップ（リル）

### 音楽CD
Peace Love
- rebirth
- 2.5次元ガール
- Awakening of Love

### DVD
Peace Love
- ピースラブ応援バラエティ番組『らぶぴーす』
- 2.5次元ガール
- Awakening of Love

### ラジオ
- アニドラファンタジー！（エフエム浦和：2014年10月6日 - ）

### 舞台
- ABCプロデュース『風りん』（雨宮鈴）(作・演出：ハマノカズゾウ)

## 参加ユニット
- Peace Love - aniworksによる2.5次元声優ユニット。杏也野ゆうあ 役。